# Dominik Bokk
Dominik Bokk (né le 3 février 2000 à Schweinfurt en Allemagne) est un joueur allemand de hockey sur glace.

## Biographie

### Carrière en club
Formé au ERV Schweinfurt, Bokk passe au SG Schweinfurt/Haßfurt en 2013, puis au Kölner Haie l'année suivante. En 2017, il quitte son Allemagne natal pour la Suède où il joint les Växjö Lakers HC. Le 28 octobre 2017, il fait ses débuts professionnels avec les Lakers. 
Pour le repêchage de 2018, Bokk est classé 12e espoir international. La veille du repêchage, les Blues de Saint-Louis signalent leur intérêt envers le joueur et, le jour du repêchage, ils échangent leur 29e et 76e choix au total aux Maple Leafs de Toronto pour le 25e choix avec lequel ils sélectionnent Bokk. 
Le 11 juillet 2018, il signe un contrat d'entrée de trois ans avec les Blues. L'année suivante, lorsqu'il est retranché par les Blues, il est renvoyé aux Lakers pour la saison à venir où devient un joueur plus régulier.
Le 24 septembre 2019, il est échangé aux Hurricanes de la Caroline avec Joel Edmundson et un choix de 7e ronde en 2021 en retour de Justin Faulk et d'un choix de 5e tour en 2020.

### En équipe nationale
Bokk représente l'Allemagne au niveau junior.

## Statistiques

### En club
| Saison    | Équipe                     | Ligue           |                            | Saison régulière           | Saison régulière           | Saison régulière           | Saison régulière           | Saison régulière           |                            | Séries éliminatoires       | Séries éliminatoires       | Séries éliminatoires       | Séries éliminatoires | Séries éliminatoires |
| Saison    | Équipe                     | Ligue           | PJ                         | B                          | A                          | Pts                        | Pun                        | PJ                         | B                          | A                          | Pts                        | Pun                        |                      |                      |
| 2012-2013 | ERV Schweinfurt U16        | Allemagne U16 3 | Statistiques indisponibles | Statistiques indisponibles | Statistiques indisponibles | Statistiques indisponibles | Statistiques indisponibles | Statistiques indisponibles | Statistiques indisponibles | Statistiques indisponibles | Statistiques indisponibles | Statistiques indisponibles |                      |                      |
| 2013-2014 | SG Schweinfurt/Haßfurt U16 | Allemagne U16 3 | Statistiques indisponibles | Statistiques indisponibles | Statistiques indisponibles | Statistiques indisponibles | Statistiques indisponibles | Statistiques indisponibles | Statistiques indisponibles | Statistiques indisponibles | Statistiques indisponibles | Statistiques indisponibles |                      |                      |
| 2014-2015 | Kölner Haie U16            | Schüler-BL      | 24                         | 13                         | 18                         | 31                         | 24                         | 5                          | 5                          | 3                          | 8                          | 2                          |                      |                      |
| 2014-2015 | Kölner Haie U19            | DNL             | 0                          | 0                          | 0                          | 0                          | 0                          | 2                          | 0                          | 1                          | 1                          | 0                          |                      |                      |
| 2015-2016 | Kölner Haie U16            | Schüler-BL      | 12                         | 19                         | 14                         | 33                         | 69                         | 4                          | 2                          | 3                          | 5                          | 4                          |                      |                      |
| 2015-2016 | Kölner Haie U19            | DNL             | 32                         | 10                         | 18                         | 28                         | 10                         | -                          | -                          | -                          | -                          | -                          |                      |                      |
| 2015-2016 | Kölner Haie U19            | DNL Endrunde    | 3                          | 0                          | 1                          | 1                          | 0                          | -                          | -                          | -                          | -                          | -                          |                      |                      |
| 2016-2017 | Kölner Haie U19            | DNL             | 41                         | 34                         | 37                         | 71                         | 69                         | 4                          | 5                          | 2                          | 7                          | 4                          |                      |                      |
| 2017-2018 | Växjö Lakers HC J18        | J18 Elit        | 1                          | 2                          | 0                          | 2                          | 0                          | 2                          | 0                          | 0                          | 0                          | 4                          |                      |                      |
| 2017-2018 | Växjö Lakers HC J20        | SuperElit       | 35                         | 14                         | 27                         | 41                         | 12                         | 8                          | 5                          | 6                          | 11                         | 4                          |                      |                      |
| 2017-2018 | Växjö Lakers HC            | SHL             | 15                         | 1                          | 1                          | 2                          | 0                          | -                          | -                          | -                          | -                          | -                          |                      |                      |
| 2018-2019 | Växjö Lakers HC            | SHL             | 47                         | 8                          | 15                         | 23                         | 10                         | 6                          | 2                          | 1                          | 3                          | 0                          |                      |                      |
| 2018-2019 | Växjö Lakers HC J20        | SuperElit       | 1                          | 1                          | 0                          | 1                          | 0                          | 1                          | 0                          | 1                          | 1                          | 0                          |                      |                      |
| 2019-2020 | Rögle BK                   | SHL             | 45                         | 11                         | 6                          | 17                         | 6                          | -                          | -                          | -                          | -                          | -                          |                      |                      |
| 2020-2021 | Djurgården Hockey          | SHL             | 20                         | 2                          | 1                          | 3                          | 8                          | -                          | -                          | -                          | -                          | -                          |                      |                      |
| 2020-2021 | Wolves de Chicago          | LAH             | 29                         | 9                          | 9                          | 18                         | 10                         | -                          | -                          | -                          | -                          | -                          |                      |                      |
| 2021-2022 | Wolves de Chicago          | LAH             | 32                         | 3                          | 7                          | 10                         | 8                          | -                          | -                          | -                          | -                          | -                          |                      |                      |
| 2021-2022 | Eisbären Berlin            | DEL             | 14                         | 3                          | 8                          | 11                         | 4                          | 12                         | 2                          | 1                          | 3                          | 0                          |                      |                      |

### En équipe nationale
| Année | Équipe        | Compétition                 |   | PJ | B | A  | Pts | Pun                          |  | Résultat |
| 2017  | Allemagne U18 | Championnat du monde U18    | 5 | 7  | 3 | 10 | 2   | 5e de la D1A                 |  |          |
| 2018  | Allemagne U20 | Championnat du monde junior | 5 | 1  | 4 | 5  | 4   | Médaille de bronze de la D1A |  |          |
| 2019  | Allemagne U20 | Championnat du monde junior | 5 | 1  | 7 | 8  | 0   | Médaille d'or de la D1A      |  |          |